# Bethlehem (musikgrupp)
Bethlehem är en tysk musikgrupp från Grevenbroich i Tyskland, bildad 1991. Gruppen spelar olika former av metal.

## Medlemmar
Nuvarande medlemmar
- Jürgen Bartsch – basgitarr, gitarr, elektronik (1991– ), keyboard (1991–2011)
- Florian "Torturer" Klein – trummor, sampling (2011–2015, 2017– )
- Ilya Karzov (Илья Карзов aka Morok) – gitarr (2016– )
- Onielar (Yvonne Wilczynska) – sång (2016– )
- Sven "Velnias" Galinsky – gitarr (2019– )

Tidigare medlemmar
- Chris 'Stoffel' Steinhoff – trummor (1991–1996)
- Bianca de Loryn – gitarr (1991–1992)
- Klaus Matton – gitarr (1991–2000)
- Sandra Matton – keyboard (1991–1992)
- Andreas Classen – sång (1991–1994)
- Sephiroth (Maurice Swinkels) – sång (1995)
- Rainer Landfermann – sång (1995–1996)
- Marcus Losen – trummor (1996–1998)
- Marco Kehren – sång (1996–1997)
- Cathrin Campen – sång (1997–1998)
- Steve Wolz – trummor (1999–2011, 2016–2017)
- Olaf Eckhardt – gitarr (2000–2014)
- Reiner Tiedemann – keyboard, elektronik (2001–2003)
- Guido Meyer de Voltaire – sång (2001–2004, 2013–2014)
- Andreas Tekath – keyboard (2004)
- Matron Thorn – gitarr (2009–2010)
- Jonathan "Marquis" Théry – sång (2009)
- Niklas Kvarforth – sång (2009–2011)
- Lola – keyboards (2011)
- Rogier Droog – sång (2011–2012)
- Malte Langenbrinck – sång (2011)
- Schmied (Alexander Schmied) – sång (2012, 2014–2015), basgitarr (2014–2015)
- Eva Haas – sampling, keyboards, sång (2012–?)
- Felix Wahn – gitarr (2014–2015)

Turnerande medlem
- Katzy Betancourt – keyboard, bakgrundssång (2011)

## Diskografi
Demo
- Bethlehem – 1992
- Promo March '93 – 1993

Studioalbum
- Dark Metal – 1994
- Dictius Te Necare – 1996
- Sardonischer Untergang im Zeichen irreligiöser Darbietung – 1998
- Schatten aus der Alexander Welt – 2001
- Mein Weg – 2004
- A Sacrificial Offering to the Kingdom of Heaven in a Cracked Dog's Ear – 2009
- Hexakosioihexekontahexaphobia – 2014
- Bethlehem – 2016
- Lebe dich leer – 2019

EP
- Thy Pale Dominion – 1993
- Reflektionen auf's Sterben – 1998
- Profane Fetmilch lenzt elf krank – 1999
- Suicide Radio – 2003
- Alles tot – 2004
- Stönkfitzchen – 2010

Samlingsalbum
- Hau ab (8x12" vinyl box) – 2014

Video
- Gepriesen sei der Untergang (VHS) – 1997

Annat
- Folterkammergeist / Das 4. Tier Ass Den Mutterwitz (delad EP: Wraithen / Bethlehem) – 2002
- "Gestern starb ich schon heute" / "Have a Nice Fight" (delad singel: Bethlehem / Joyless) – 2009
- "Suizidal-Ovipare Todessehnsucht" (delad singel: Bethlehem / Benighted in Sodom) – 2009